# Oregostoma nigripes
Oregostoma nigripes is een keversoort uit de familie boktorren (Cerambycidae). De wetenschappelijke naam van de soort is voor het eerst geldig gepubliceerd in 1833 door Audinet-Serville.